# Steelband

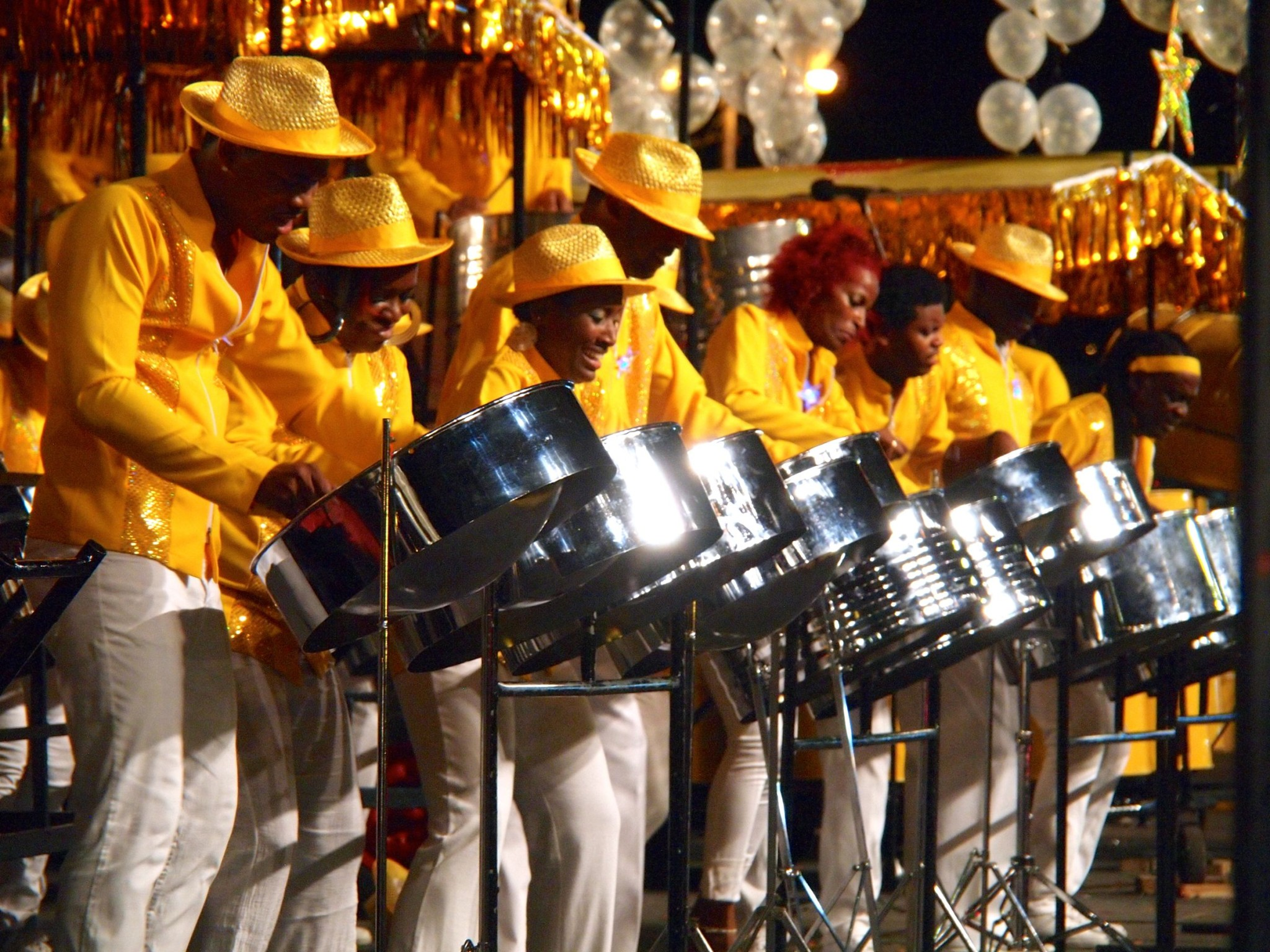
Steelband beim trinidadischen Karneval 2013

Eine Steelband, auch Steel Orchestra, ist eine Musikgruppe, die hauptsächlich auf Steelpans (auch Steeldrums) spielt.

## Geschichte
1884 wurden in der damals britischen Kolonie Trinidad die drum bands verboten, Perkussiongruppen afrikanischstämmiger Trinidader, die Trommeln einsetzten. Die Regierung befürchtete, dass die Trommeln ein geheimes Kommunikationsmedium krimineller Gangs darstellten. In der Folge bildeten sich die sogenannten tamboo bamboo bands mit Bambusstampfrohren, die Rhythmen auf unterschiedlich lang zugeschnittenen Bambusröhren spielten und vorrangig zur Karnevalszeit auftraten. Die erste Tamboo-Bamboo-Band, die Ölfässer als Rhythmusinstrumente einsetzte, war die Alexander’s Ragtime Band, die am Karnevalsmontag 1937 in Port of Spain mit den neuen Instrumenten auftrat. Musikalisch stehen die Steelbands in der Tradition der tassa-Bands der namensgebenden Kesseltrommel tassa.
Nach dem Zweiten Weltkrieg beschleunigte sich die Entwicklung der Steelpan und der Steelbands. 1951 wurde ein Orchester aus bekannten Musikern verschiedener Steelbands zusammengestellt, um die Kolonie Trinidad auf dem Festival of Britain zu vertreten, das Trinidad All Steel Percussion Orchestra (TASPO). Die Gruppe spielte als erste Steelband ausschließlich auf Instrumenten aus Ölfässern.
Einige Mitglieder des TASPO blieben daraufhin in Großbritannien (Sterling Betancourt), während sich andere in den USA niederließen (Elliot Mannette). Steelbands entstanden nach und nach vor allem in Ballungsgebieten mit einem großen Bevölkerungsanteil an westindischen Einwanderern wie London, New York, Montreal. In den 1980er und 1990er Jahren entstanden schließlich zahlreiche Musikformationen auf dem europäischen Festland, dem gesamten nordamerikanischen Kontinent und Japan.

## Wettbewerbe
Auf Trinidad entstand 1949 The Steelband Association of Trinidad and Tobago, die ab 1963 als Bestandteil des Karnevals den Steelbandwettbewerb Panorama durchführte. 1972 wurde die Organisation in „Pan Trinbago“ umbenannt. Beim alljährlichen Panorama können sich Steelbands nach deren Größe in Kategorien (bis 100 Personen) unterteilt in musikalischem Wettkampf messen. Ein gängiger Calypso muss zu einem zehnminütigen Arrangement mit Rhythmuswechseln und Variationen ausgebaut werden. Ein Richterkomitee entscheidet mittels Punktevergabe über die Gewinner des Wettbewerbs.
Alle zwei Jahre wird ein Steelbandfestival durchgeführt, auf dem die Bands neben einem Calypso auch ein klassisches Stück spielen müssen. Dieses Festival wird ebenfalls durch Punkterichter gewertet und entschieden. Größere Steelbandwettbewerbe außerhalb Trinidads sind das Panorama in New York und in London.